# 滨海西站

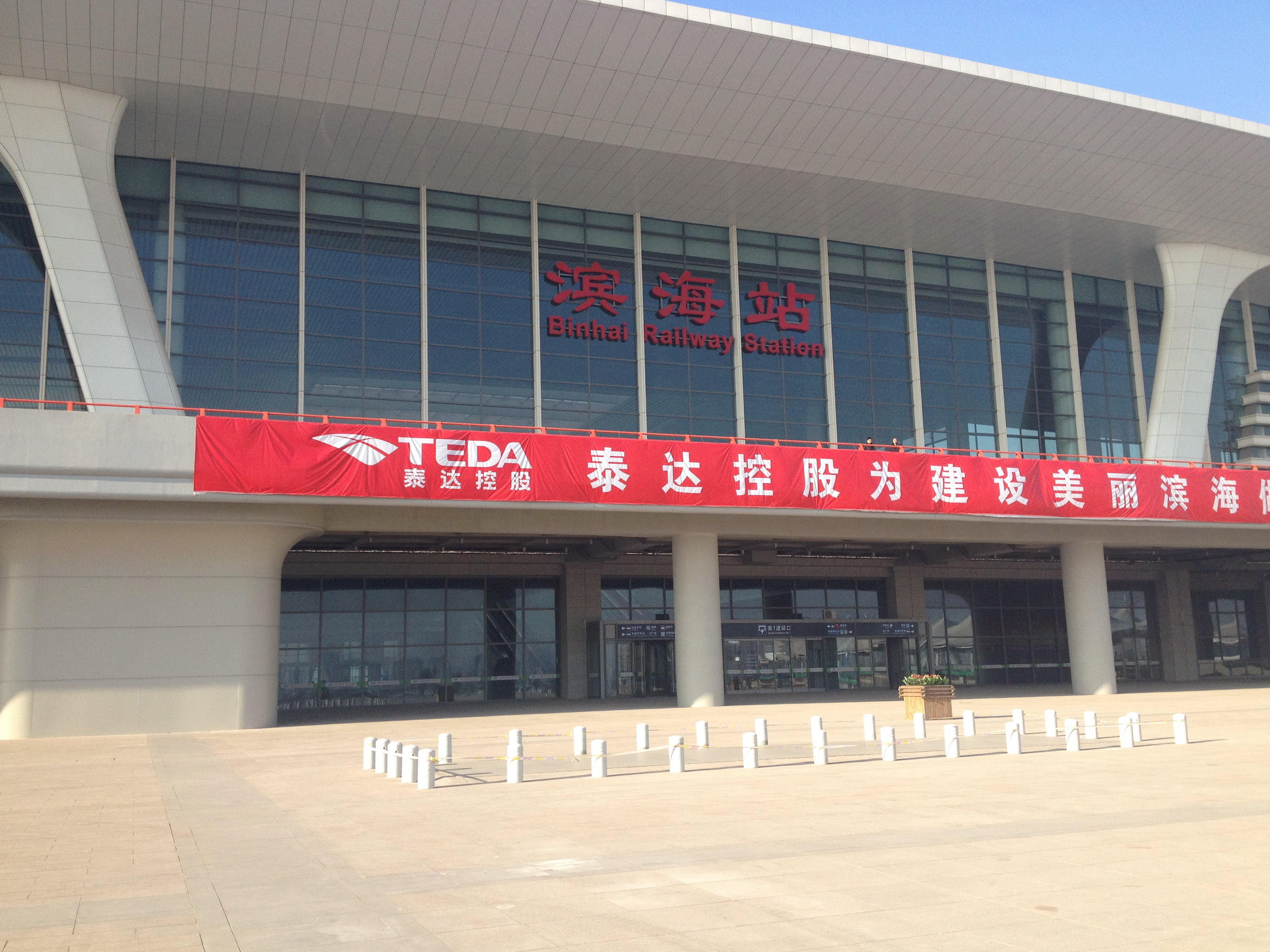
滨海西站南站房（摄于本站仍称滨海站时期）

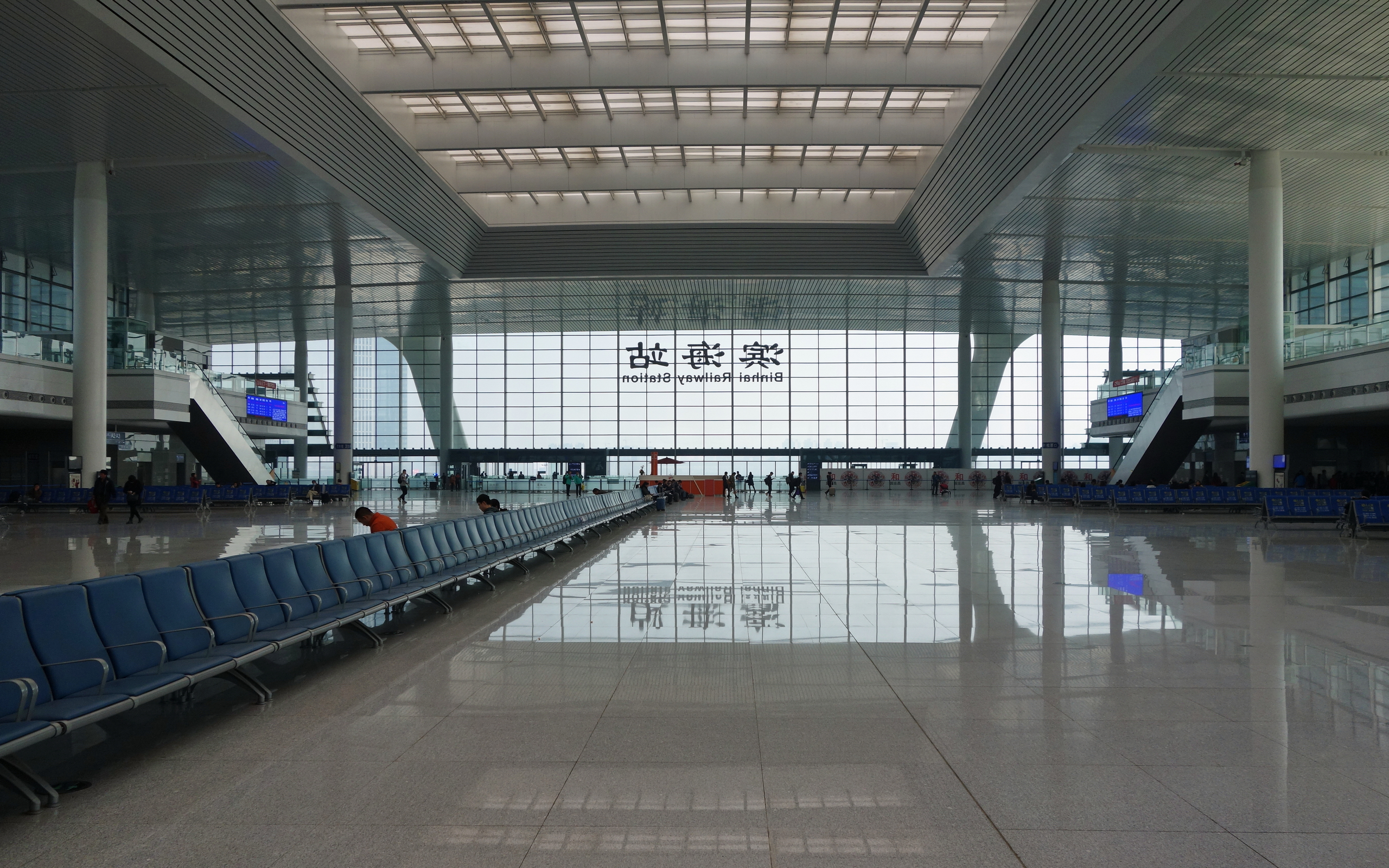
滨海西站内部候车大厅

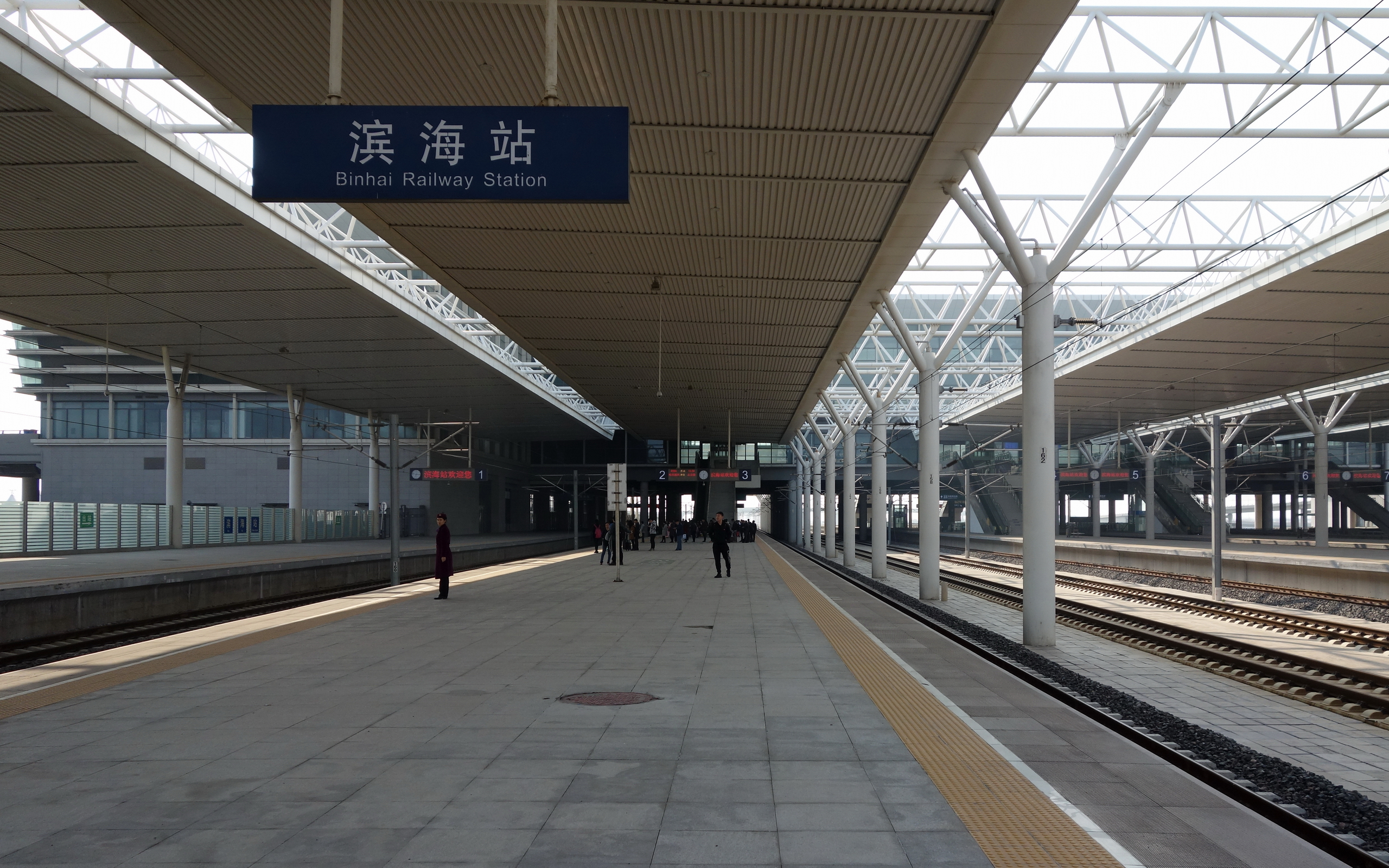
滨海西站的站台

滨海西站，曾名滨海站，位于中华人民共和国天津市滨海新区万荣大街，是天津滨海新区最大的地面火车站，与天津站、天津西站、滨海站（原名于家堡站）并称为天津铁路四大主要客运枢纽，津秦高速铁路、环渤海城际铁路、京滨城际铁路、地铁B1线和Z2线将在此相汇。滨海站于2008年开始前期土地整理工作，并于2013年12月1日随津秦高速铁路一并开通。2019年1月5日，于家堡站更名为滨海站，本站更名为滨海西站。

## 位置
滨海西站交通枢纽位于滨海新区海洋高新区金海湖畔，属新河街道辖区，距离滨海新区核心约12公里，东临海川路、西邻海德路、南临天津经济技术开发区泰达第九大街、北临滨庸道。

## 车站结构
滨海西站的主站房分地上2层，地下1层，总面积约8万平方米，是津秦高速铁路上的新建车站。
滨海西站按环渤海城际铁路和津秦高速铁路两个高速分场设置，共8台18线，最高聚集人数可达2500人。一期工程建设津秦高速铁路站台，并为环渤海城际铁路预留站台施工位置。

## 车站功能
滨海西站是天津铁路四大主要客运枢纽之一，将承担滨海新区津秦高速铁路高速客流的始发终到任务和环渤海城际铁路滨海新区至黄骅段的城际铁路客流的始发终到任务。

## 车站周边
- 滨海明发广场
- 和旭园
- 滨海新区烟草专卖局
- 金海湖景区

## 接驳交通
| 地铁滨海西站站（興建中） - █ B1线、 █ Z2线 公交：高铁滨海西站（位于南广场） \| 编号 \| 编号 \| 线路 \| 线路 \| 线路 \| 收费 \| 运营商 \| 备注 \| \| ---- \| ---- \| ------------ \| ---- \| -------------- \| ---- \| -------- \| ---- \| \| \| 124 \| 高铁滨海西站 \| ⇆ \| 渤油基地公交站 \| 2元 \| 滨公三分 \| \| \| \| 932 \| 高铁滨海西站 \| ⇆ \| 芳菲路公交站 \| 2元 \| 滨公二分 \| \| \| \| 933 \| 高铁滨海西站 \| ⇆ \| 西部新城 \| 2元 \| 滨公三分 \| \| \| \| 934 \| 高铁滨海西站 \| ⇆ \| 会展中心地铁站 \| 2元 \| 滨公三分 \| \| |      |              |      |                |      |          |      |
| 编号 | 编号 | 线路         | 线路 | 线路           | 收费 | 运营商   | 备注 |
| | 124  | 高铁滨海西站 | ⇆    | 渤油基地公交站 | 2元  | 滨公三分 |      |
| | 932  | 高铁滨海西站 | ⇆    | 芳菲路公交站   | 2元  | 滨公二分 |      |
| | 933  | 高铁滨海西站 | ⇆    | 西部新城       | 2元  | 滨公三分 |      |
| | 934  | 高铁滨海西站 | ⇆    | 会展中心地铁站 | 2元  | 滨公三分 |      |

## 相关链接
- 津秦高速铁路
- 天津站
- 天津西站
- 滨海北站
- 滨海站
- 塘沽站